# M22 로커스트
M22 로커스트(M22 Locust) 경전차는 영국 육군이 제2차 세계 대전 중에 사용한 공중 수송이 가능하도록 설계된 미국제 경전차다. 로커스트는 "메뚜기"란 뜻이다. M3 스튜어트 경전차보다도 작은 초경량 전차였다.

## 설계

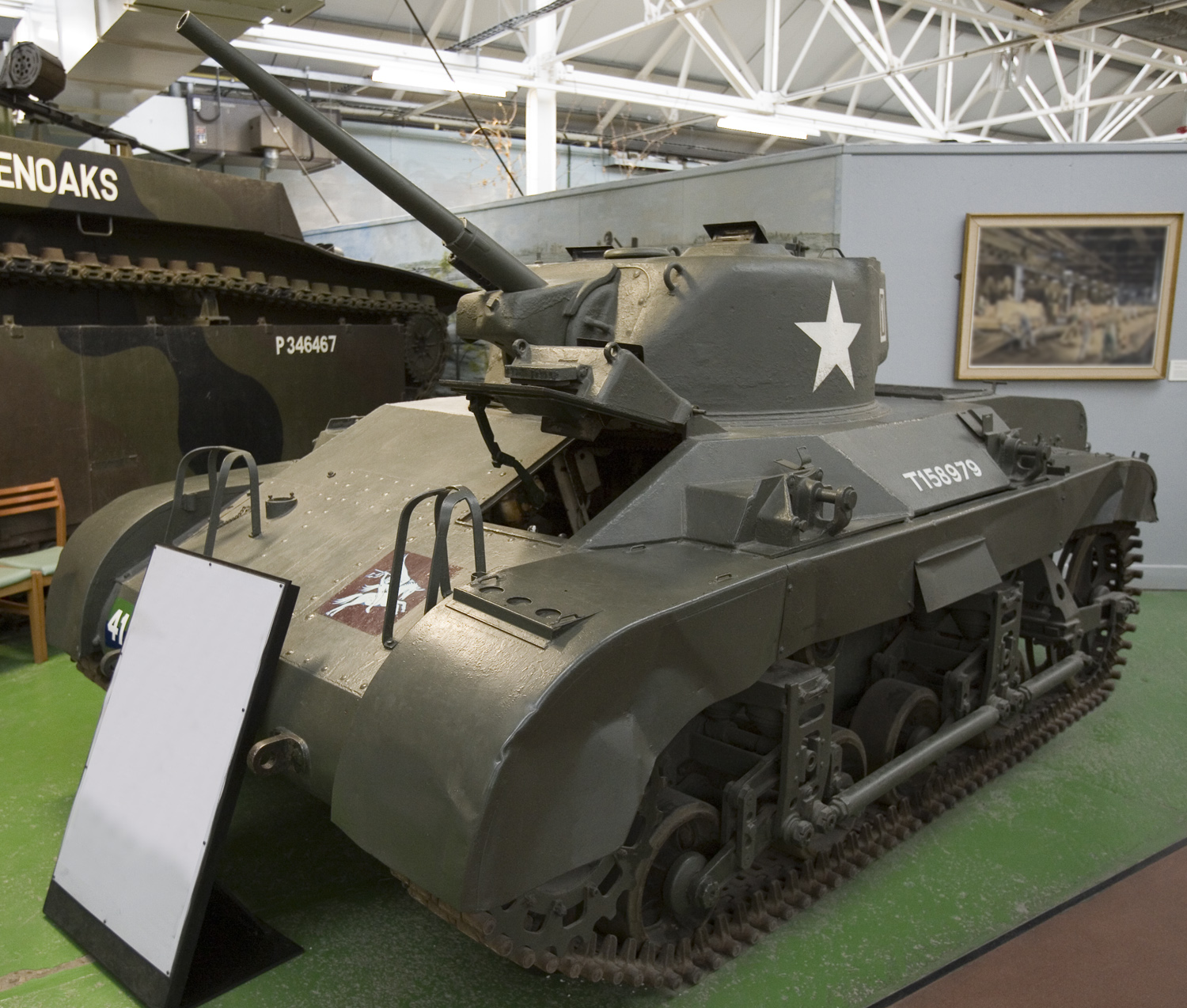
보빙턴 박물관에 전시 중인 M22

M22 로커스트의 승무원은 모두 3명으로, 조종수, 전차장, 포수로 구성되었다. 조종수는 차체에 앉았으며, 포수와 전차장은 포탑에 탑승했다. 포탑과 차체 전면 장갑은 25mm, 차체 후방은 12mm로 장갑이 얇았다. 주요 무장은 M6 37mm 전차포와 M1919A4 30구경 기관총을 동축 기관총으로 탑재했다. 주포와 동축기관총은 부앙각이 -10°에서 +30°도까지 조정할 수 있었다. 이외에 추가로 승무원용으로 M3 그리스건과 M1 카빈을 수류탄 12개와 함께 소지했다.
엔진은 차체 후방에 있었으며, 실린더 6개의 공랭식 0-435-T 항공기용 엔진을 채택했다. 이 엔진은 차체 전면에 장착된 4단 변속기로 조작했다.

## 역사
이 전차는 1941년 미국의 마몬-헤링턴 코퍼레이션이 항공기로 수송이 가능하도록 개발했다. 1942년 4월19일에 프로토타입이 완성되었다.승무원은 3명으로 전차장과 사수가 포탑에 앉고, 조종수가 차체에 탑승했다. 무게를 줄이기 위해 꼭 필요하지 않은 부분들은 제거되었으며, 그 결과 이 전차는 포의 안정성과 선회 능력이 떨어졌다. 그렇긴 하지만, 이 전차는 더글러스 C-54 스카이마스터 수송기로 공중 수송이 가능했다. 영국은 M22를 수송하기에 충분한 대형 글라이더인 하밀카르 글라이더를 갖고 있어서 생산된 전차의 대부분을 영국군이 사용했다. 1,900대가 주문되었지만, 실제 생산된 것은 830대에 불과했다. 나중에 영국은 자체적으로 테트라크 전차를 개발하게 된다.
영국 6 공수사단이 1945년 버시티 작전(Operation Varsity)에서 라인강 도하 당시 이 전차를 실전에 투입했다. 전쟁 후에는 일부가 이집트에 공여되어 1956년까지 사용되었고, 이 중에는 1948년 아랍-이스라엘 전쟁에서 실전을 치렀고, 일부가 이스라엘 방위군에 노획되었다. 노획된 M22 중 3대를 이스라엘군도 사용했지만 1952년에 모두 퇴역했다.

## 같이 보기
- 테트라크 전차 - 영국이 개발한 공중 수송 전차

## 참고 자료
- Leland Ness (2002) Janes World War II Tanks and Fighting Vehicles: A Complete Guide, Harper Collins, ISBN 0-00-711228-9
- Oleg Granovskiy - Names, Designations and Service Figures of IDF Armored Vehicles (Олег Грановский - Названия, обозначения и количества бронетанковой техники АОИ) at Waronline.org